# 板桥站 (武汉地铁)
板桥站位于中华人民共和国湖北省武汉市洪山区，是武汉地铁7号线的地铁车站，建设时期曾名为板桥村站。

## 车站结构
车站位于武汉市洪山区，板桥中学北侧李纸路上，位地下二层单柱双跨岛式站台车站。近期共设置6个出入口、2个紧急疏散通道、3组风亭。

### 楼层分布
| 地面     | 地面               | 出入口                               |  |  |
| 地下一层 | 站厅               | 售票机、客服中心、武漢通充值、洗手間 |  |  |
| 地下二层 |                    | █ 7号线 往黄陂广场（湖工大）         |  |  |
|          | 岛式站台，左侧开门 |                                      |  |  |
|          |                    | █ 7号线 往青龙山地铁小镇（野芷湖）   |  |  |

### 车站出口
|                                                 |      |      |  |
| 出口編號                                        | 設施 | 照片 |  |
| A                                               |      |      |  |
| B                                               |      |      |  |
| C                                               |      |      |  |
| D                                               |      |      |  |
| 注： 設有升降機 \| 設有輪椅升降台 \| 設有洗手間 |      |      |  |

## 鄰近地點
保利心语9区、保利心语10区、板桥中学、武昌南机务段等。

## 运营信息
- 7号线首末班车时间

### 内部链接
- 武汉地铁车站列表